# Desaparición de Andrew Gosden
Andrew Gosden (nacido el 10 de julio de 1993) desapareció del Centro de Londres el 14 de septiembre de 2007 cuando tenía 14 años. Ese día, Gosden dejó su casa en Doncaster, South Yorkshire, retiró 200 libras de su cuenta bancaria y compró un billete de ida a Londres en la estación de Doncaster. Fue visto por última vez en una grabación de un circuito cerrado de televisión saliendo de la estación de King's Cross. La razón de Gosden para viajar a Londres ese día y su destino posterior nunca se han establecido.
El 8 de diciembre de 2021, la policía de Yorkshire llevó a cabo la detención de dos hombres con los cargos de secuestro, tráfico de personas y pornografía infantil relacionados con la desaparición de Andrew Gosden. Poco después fueron liberados sin cargos.

## Antecedentes

### Vida hogareña
La familia Gosden vive en Balby, un suburbio de Doncaster, South Yorkshire. Los padres de Gosden son ambos cristianos comprometidos, pero no habían bautizado a sus hijos porque no querían imponerles sus puntos de vista. Antes de su desaparición, Gosden no había ido a la iglesia durante 18 meses. Había pertenecido a una asociación de escultismo, pero le había dicho a su padre, unos meses antes de su desaparición, que ya no participaría en el grupo. La familia de Gosden lo describió como un "niño casero" que rara vez salía de  casa, y nunca sin decir a dónde iba. Gosden era conocido por su familia como 'Roo'.  

### Vida escolar
Andrew Gosden era un estudiante dotado con un récord de asistencia del 100% en el Instituto Católico McAuley. Estaba en el Programa para Jóvenes Dotados y Talentosos, que estaba diseñado para mejorar el desarrollo educativo del cinco por ciento de los alumnos más dotados de la escuela, y se esperaba que obtuviera calificaciones sobresalientes en sus exámenes para obtener el GCSE. Gosden fue descrito como un niño destacado en matemáticas que parecía destinado a estudiar en Cambridge. Gosden contaba poco de su vida escolar a sus padres.
Gosden fue descrito como un niño feliz sin tener más compañía que la propia, pero no era un solitario ya que tenía su propio pequeño grupo de amigos de ideas afines. Sin embargo, la familia de Gosden dice que no se relacionaba con sus amigos fuera de la escuela. Gosden no mostraba signos de depresión y no había indicios de que hubiera sido objeto de intimidación.

### Descripción
Su padre dijo que Andrew era distraído, que no era un chico de la calle y que era potencialmente vulnerable. Era un chico que no se alteraba ni se ponía de mal humor. Sus profesores lo caracterizaron como un joven tímido y tranquilo que era muy maduro para su edad.
Otras fuentes han afirmado que aunque Gosden tenía 14 años cuando desapareció, parecía más joven, tal vez de alrededor de 12, ya que era de talla pequeña para su edad. Gosden usa lentes graduados gruesos, es sordo de un oído y tiene una doble cresta distintiva en su oído derecho Andrew tenía el pelo castaño claro pero planeaba teñirselo de negro antes de su desaparición. Le regalaron un teléfono móvil en su duodécimo cumpleaños, pero casi no lo usó y no quiso reemplazarlo cuando lo perdió unos meses antes de su desaparición.  
Gosden estaba interesado en los videojuegos y en las bandas de metal. Fue visto por última vez con una camiseta  de Slipknot negra, jeans negros, un reloj en su muñeca izquierda y llevando una bolsa de lona negra con pegatinas de bandas de rock y metal.

## Sucesos que condujeron a la desaparición
Durante las vacaciones escolares de verano de 2007 (normalmente de julio a septiembre), los padres de Gosden le habían sugerido que viajara solo a Londres para quedarse con su abuela, pero no quiso ir. También durante las vacaciones escolares de verano de 2007, Gosden asistió a una escuela de verano para niños superdotados y talentosos llamada Excellence Hub, que era una colaboración entre las universidades de Leeds, Sheffield y York. Los padres de Gosden recuerdan que regresó del Centro de Excelencia entusiasmado por lo que había estado haciendo allí. 
En el momento de su desaparición, Gosden estaba a ocho días de comenzar el nuevo año escolar después de regresar de las vacaciones de verano. En los días anteriores a su desaparición, Gosden rompió dos veces su rutina normal; sus padres informaron de que les dijo que volvía a casa andando desde la escuela en lugar de tomar el autobús escolar. Hacer el camino de 6,4 km desde la escuela hasta su casa le habría llevado alrededor de 1 hora y 20 minutos.  
El padre de Gosden declaró que la noche anterior a su desaparición no hubo ningún incidente reseñable. La familia comió junta como de costumbre, y entre todos lavaron los platos después. Gosden pasó una hora haciendo un rompecabezas de ordenador con su padre. Luego vio algunos programas de comedia en la televisión -Mock the Week y That Mitchell and Webb Look- con su madre.

## Día de la desaparición

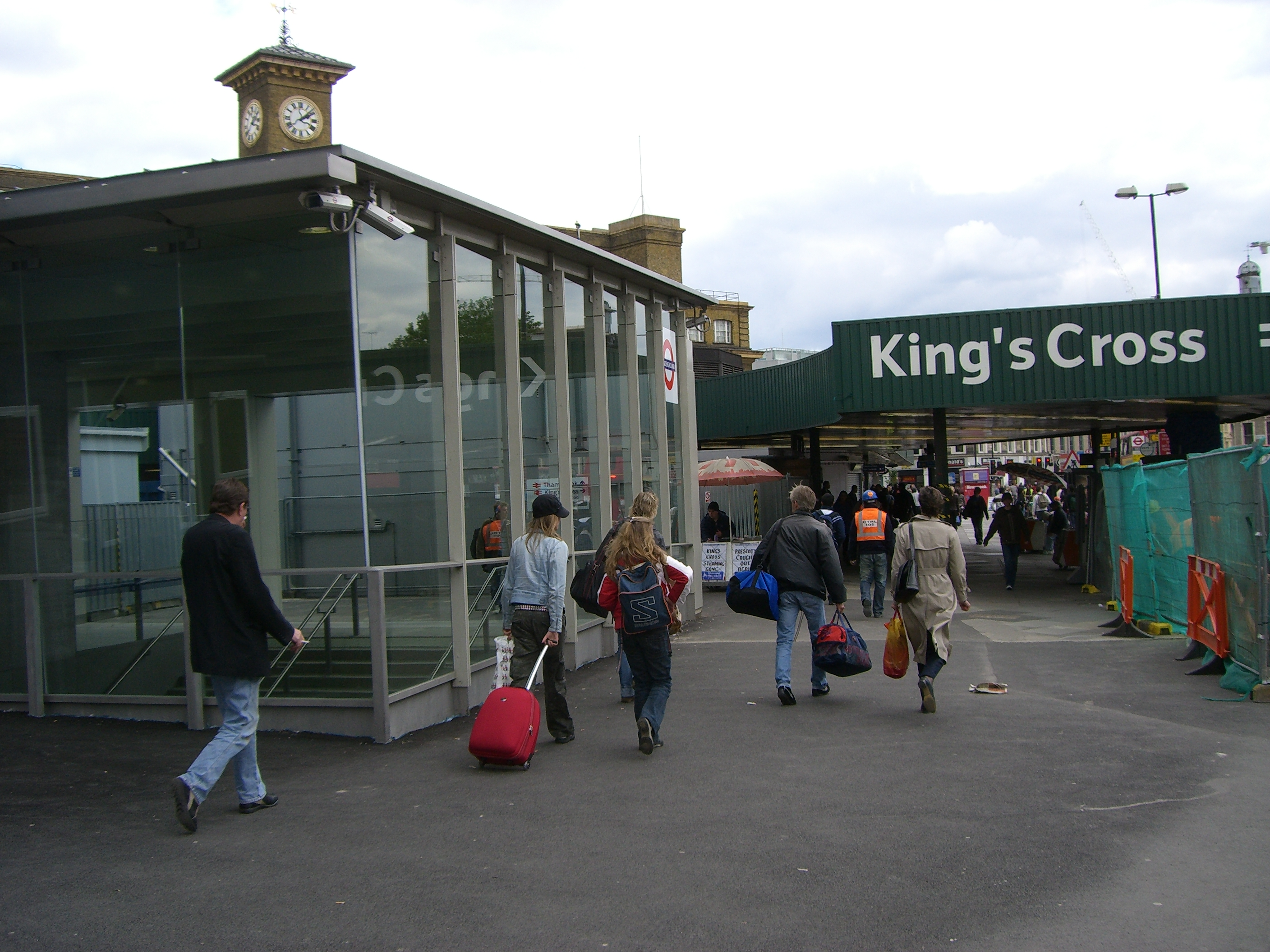
2006
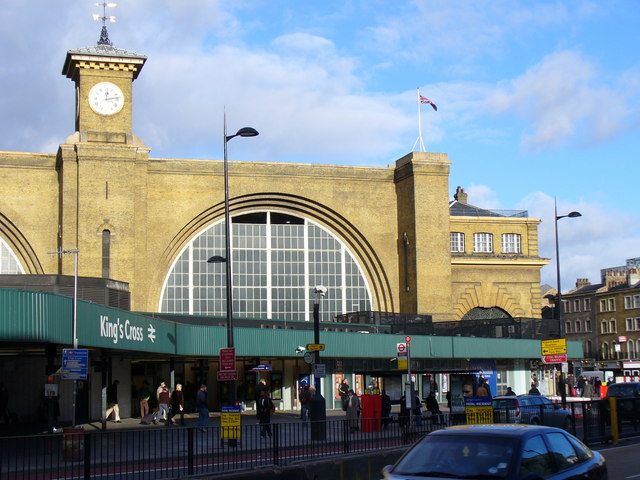
2007
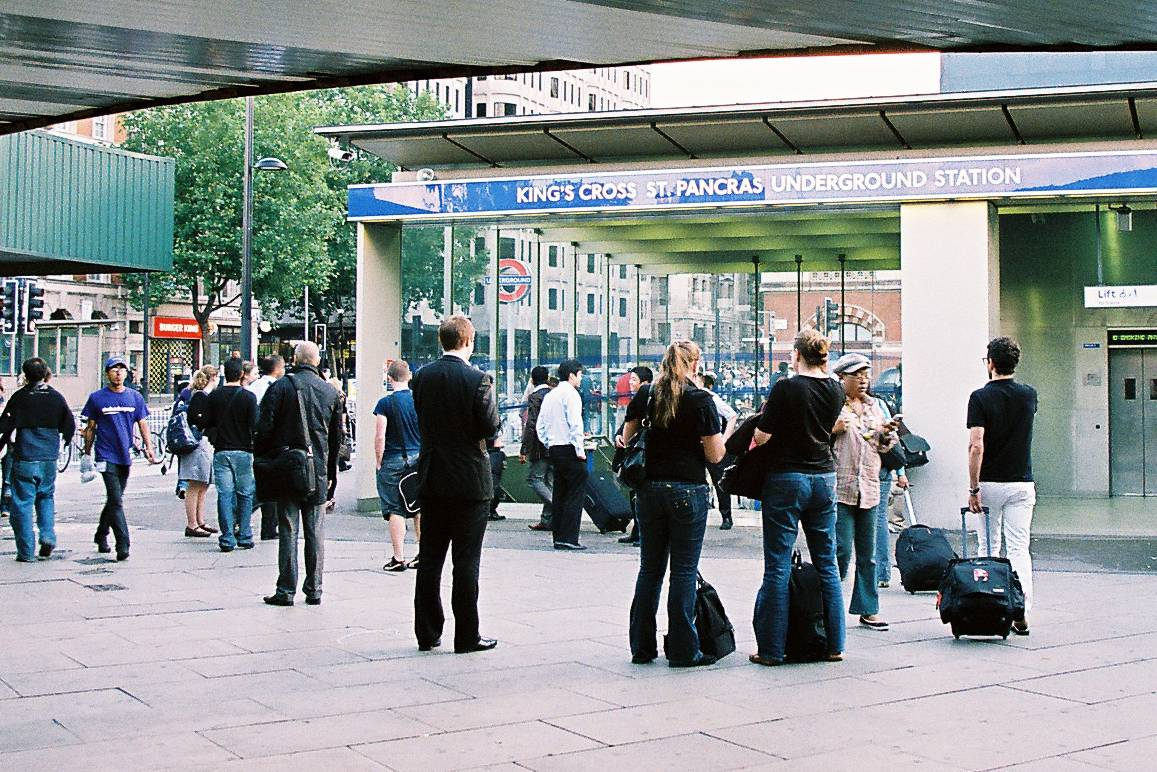
2008
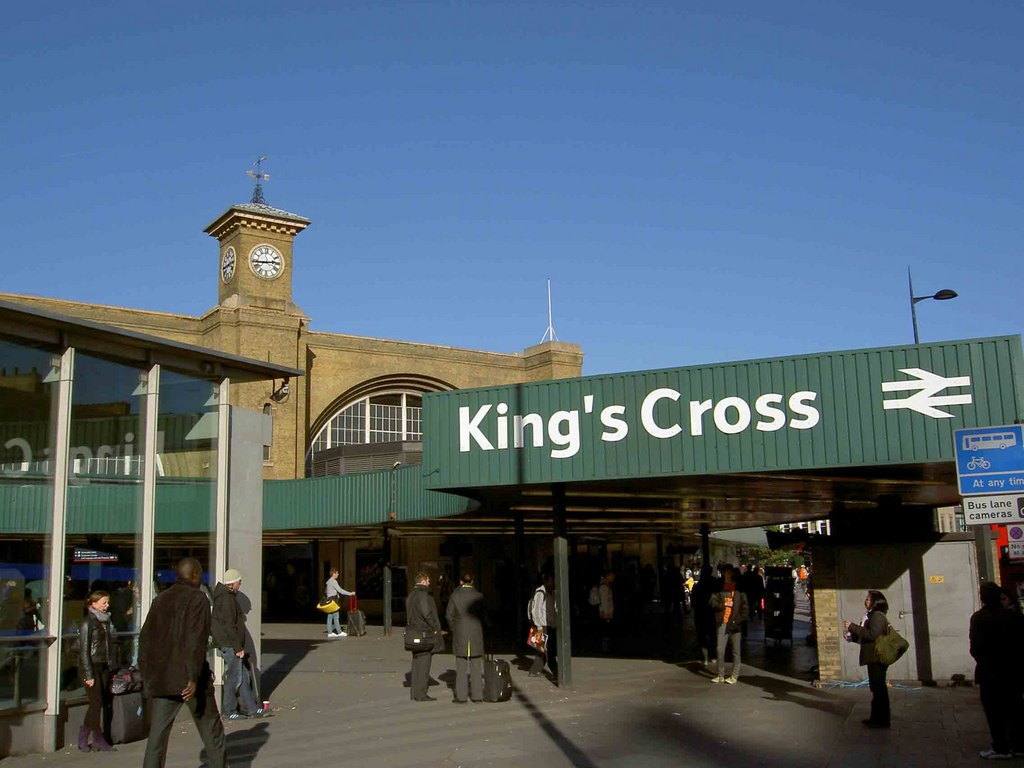
2010
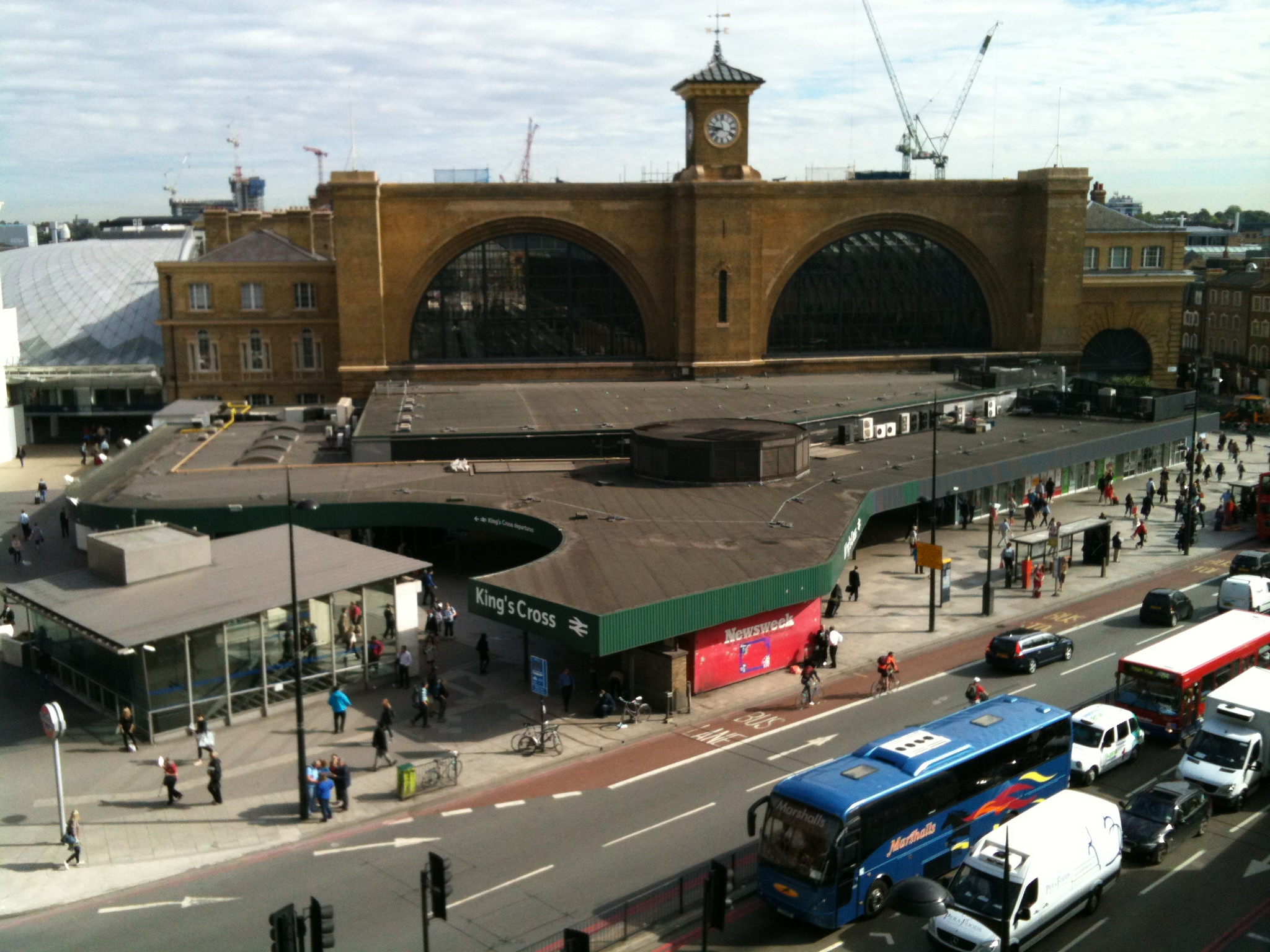
2012

En la mañana de su desaparición, Gosden tuvo dificultades para despertarse y parecía particularmente irritable. Su madre ha declarado que esto era inusual ya que normalmente se despertaba a tiempo. Salió de casa a las 8:05 a. m., pero en lugar de tomar el autobús escolar esperó en un parque local (Westfield Park) hasta que el resto de la familia se fue a sus quehaceres. Fue visto caminando por el parque por el amigo de la familia, el reverendo Alan Murray. Gosden fue grabado por el sistema de CCTV de un vecino cuando volvía a su casa desde el parque. Colocó su uniforme en la lavadora y su chaqueta en el respaldo de su silla. Luego se vistió con una camiseta Slipknot negra y jeans negros, y tomó una bolsa adornada con varias pegatinas de bandas de rock y metal. También se llevó su cartera, sus llaves y una consola PlayStation Portable. No se descubrió que se hubiese llevado otras cosas. Se supo rápidamente que no se había llevado su pasaporte. El padre de Andrew ha mencionado que su hijo no parecía que se hubiese llevado una sudadera o un abrigo por si el tiempo se ponía frío, y tampoco el cargador electrónico de su consola de videojuegos. También dejó alrededor de 100 libras en efectivo que había ahorrado de los cumpleaños en su habitación.
A las 8:30, Gosden salió de casa y fue grabado dirigiéndose hacia Littlemoor Lane, hacia Westfield Park en el circuito cerrado de televisión de un vecino. Se dirigió a un cajero automático en un garaje local y retiró 200 £ de su cuenta bancaria, casi todo su dinero. (Tenía 214 £ en la cuenta, pero el cajero automático solo permitiría la retirada de billetes de 20 £.) Luego fue caminando hasta la estación de tren de Doncaster y compró un billete de ida a Londres (£31.40) antes de subir al tren de las 9:35 con destino a la estación de King's Cross. Los testigos lo vieron subir al tren solo; una mujer dijo que estuvo sentada al lado de Gosden y que este estuvo callado y absorto jugando con su consola de videojuegos. Gosden llegó a las 11:20 y el CCTV lo grabó saliendo por la entrada principal de la estación de King's Cross a las 11:25 a. m. el 14 de septiembre de 2007. Este fue el último avistamiento confirmado de Gosden.
Cuando Gosden no asistió a las clases en su escuela, sus maestros trataron de contactar con sus padres, pero un número equivocado hizo que su desaparición no se registrara hasta más tarde ese mismo día. La escuela creyó que habían llamado a los padres de Gosden y les dejaron un mensaje informándoles de que no había asistido a la escuela, sin embargo, la escuela llamó al número que estaba por encima o por debajo de Gosden en el registro y el mensaje se dejó a la persona equivocada.

## Descubrimiento e investigación inicial
La familia Gosden se sentó a cenar la noche del 14 de septiembre, pensando que Gosden estaba en el sótano jugando a videojuegos o en su habitación haciendo los deberes. Cuando la familia descubrió que no estaba en la casa, inicialmente pensaron que podía estar con un amigo o un vecino y que simplemente los dos habían perdido la noción del tiempo. Los padres de Gosden telefonearon a sus amigos, quienes les informaron que Gosden no estaba allí y que no había estado en la escuela ese día. Alrededor de las 7:00 p. m., llamaron a la policía. La hermana de Gosden, Charlotte, declaró: "Nos atacó un pánico total. Inicialmente pensamos que debía haberle ocurrido algo camino de la escuela. Cuando descubrimos que ni siquiera había ido a la escuela, incluso que ni había intentado ir a la escuela, eso fue aún más preocupante ".
El padre de Gosden, Kevin, y su hermana, Charlotte, exploraron la ruta de Gosden hacia la escuela y las zonas cercanas, con la esperanza de encontrar pruebas, pero no se descubrió nada. A las tres horas de descubrir la desaparición de Gosden, se imprimió un cartel de persona desaparecida para ponerlo en circulación. La familia y los amigos de Gosden buscaron en la zona hasta el anochecer. Ese fin de semana, la policía buscó en los arbustos cercanos a la casa de los Gosden en Doncaster, pero no encontró nada.
Tres días después, tras hablar con la mujer que le vendió a Gosden su billete de tren, la policía confirmó que había viajado a Londres. La vendedora de billetes de la estación de Doncaster recordó a Gosden porque había rechazado comprar un billete de vuelta, a pesar de que solo costaba una pequeña cantidad más que uno de solo ida. El padre de Gosden declaró más tarde que la compra de un billete de ida en lugar de uno de vuelta no le parecía extraña, ya que Gosden conocía a mucha gente en Londres con la que podría haberse quedado. Las búsquedas iniciales en Londres se centraron en las zonas de Chislehurst y Sidcup, donde la familia Gosden tiene parientes. 
Días después de la desaparición, la familia viajó a Londres y repartió folletos y carteles en las cercanías de cualquier lugar que pensaban que Gosden hubiera tenido interés en visitar, especialmente museos y exposiciones.
La policía de South Yorkshire comunicó que había pedido a la Policía de Transporte Británica que buscara en las imágenes de CCTV a los dos días de la desaparición de Gosden, pero la policía no pudo identificarlo entre la multitud. Tres semanas después, las imágenes de la estación de King's Cross fueron revisadas de nuevo por la policía de transporte y la  de South Yorkshir, e identificaron a Gosden. La imagen de Gosden saliendo de la explanada principal de King's Cross se hizo circular en los medios acompañada de un primer plano de su oreja derecha, que tiene una doble cresta distintiva

## Investigaciones posteriores
La familia y la policía investigaron la posibilidad de que Gosden hubiera ido a Londres a encontrarse con alguien que hubiese conocido por Internet. Sin embargo, no había pruebas de esto. Gosden no usaba un ordenador en casa y su padre declaró que Gosden ni siquiera tenía una dirección de correo electrónico. La policía se llevó las computadoras de la escuela de Andrew y de la Biblioteca Doncaster, pero sus investigaciones forenses digitales no encontraron ningún rastro de ninguna actividad de Andrew. Los investigadores enviaron el número de serie único de la PSP de Gosden a la sede de Sony, que lo comprobó y descubrió que no había ningún registro de que se hubiera creado una cuenta ni de que se hubiera establecido una comunicación con el dispositivo. La Sony PSP 1000 tenía un sistema de autenticación DNAS que permitía a Sony ver cuando una PSP se había conectado a Internet. El único ordenador de la casa era el portátil de su hermana quien lo había comprado hacía poco tiempo. La hermana de Gosden declaró que no parecía interesado en los medios sociales o en conectarse con otras personas a través de Internet ya que "simplemente no era un chico muy social".
Un año después de la desaparición de Gosden, la directora de la Escuela Secundaria Católica McAuley, Mary Lawrence, viajó a Londres con el personal de la escuela y los alumnos y distribuyó 15.000 folletos.

### Motivo para viajar a Londres
Después de que el rastro inicial de las cámaras de vigilancia no diera resultado, la investigación pasó a tratar de establecer por qué Gosden había decidido ir a Londres. Una de las primeras teorías planteadas por la familia era que Gosden había decidido tomar algunas fotografías de los lugares visitables de Londres. Se sabía que Gosden había estado en Londres y había disfrutado en su estancia, y que visitaría la capital con su familia para ver a sus abuelos, tíos y amigos de la familia que vivían allí. También le gustaba visitar los museos y exposiciones de Londres. Según el padre de Gosden, Gosden también conocía bien el funcionamiento del sistema de transporte público, conocía el trazado y viajaba con confianza por la ciudad. Viajar en autobús era gratis para los niños en el momento de la desaparición de Gosden.  
Un evento identificado por Kevin Gosden como una posible razón para que su hijo hubiese viajado a Londres fue el Encuentro de YouTube de 2007. Sin embargo, no hay pruebas de que Gosden hubiese asistido a este evento o hubiese tenido algún interés en YouTube. La familia también investigó los conciertos de música a los que Gosden pudo haber ido a Londres. La noche de su desaparición, Thirty Seconds to Mars tocaba en la Academia Brixton y SikTh tocó en un espectáculo de despedida reprogramado en la Academia Carling. SikTh ha actuado en conciertos con Slipknot y el lugar está a poca distancia de King's Cross. El concierto de SikTh estaba programado originalmente para las 16:00 horas del 7 de julio y sería el último concierto con el vocalista original, lo que lo convertía en un evento único. Mick Neville, jefe retirado de la Unidad Central de Imágenes de la Policía Metropolitana, creía que la teoría SikTh era plausible. Hizo una llamada a que cualquiera que hubiese tomado fotos o videos en el concierto se presentara para que los "super reconocedores" pudieran analizar las imágenes. Neville declaró: "Hay un canal cercano (Regents Canal). No se sabe si alguna vez fue dragado o revisado". Aunque Gosden era fan de bandas de metal similares, no hay evidencia de que asistiera a estos shows o que incluso le gustaran estas bandas. La familia Gosden tiene la hipótesis de que Gosden pudo haber ido a Londres para asistir a un show de una banda de la que era fan. La banda finlandesa HIM hizo una promoción en la tienda HMV de Oxford Street el lunes 17 de septiembre de 2007, y realizó un show solo con invitación la misma noche en el local de Borderline en el Soho. La única manera de entrar en este show fue completando varios concursos. Esta pista fue investigada por la familia con la ayuda de HIM, pero no produjo ninguna pista significativa. El padre de Gosden también ha declarado que sospechaba que Gosden podría haber ido a Londres para hacer algo por lo que sentía que sería más fácil buscar el perdón por lo hecho que conseguir el permiso para realizarlo.
Hablando en 2009, Kevin Gosden especuló sobre la razón de la desaparición de Andrew: "¿Decidió hacer lo de Reginald Perrin y reinventarse a sí mismo o había algo que le preocupaba y que sentía que no podía decirnos? En mi corazón todavía pienso que su desaparición fue una cosa del momento."  Uno de los programas de televisión favoritos de Gosden era The Fall and Rise of Reginald Perrin, en el que Leonard Rossiter interpreta a un hombre que finge su muerte para empezar una nueva vida.

## Críticas a la investigación policial
La familia de Gosden criticó el enfoque de la policía durante las etapas iniciales de la investigación. La policía se centró primero en la familia y ni siquiera revisó las cintas de CCTV en King's Cross en esas primeras etapas de la investigación, a pesar de que testigos presenciales afirmaron haber visto a Gosden subiendo al tren el 14 de septiembre.
Aunque el propio Gosden no fue localizado en las imágenes de CCTV tomadas de King's Cross hasta casi un mes después de su desaparición, para entonces el rastro se había desvanecido, la policía de South Yorkshire pidió a la policía de transportes que buscara las imágenes de CCTV disponibles a los dos días siguientes a la denuncia de la desaparición de Andrew. Sin embargo, la policía de transportes no pudo localizar a Gosden entre la multitud, así que la policía de South Yorkshire envió a un oficial a Londres para ayudar en la búsqueda; entonces, Andrew fue localizado en las imágenes.
Sin embargo, según Kevin Gosden, las imágenes de las cámaras de los autobuses y de la estación de metro adyacente no fueron solicitadas por las autoridades. Además, Kevin ha afirmado que los avistamientos de Andrew en un Pizza Hut y en Covent Garden no fueron seguidos, y que la policía no habló con la mujer que informó del avistamiento en Covent Garden hasta seis semanas después.

## Posibles avistamientos
Un artículo en The Times escrito en el primer aniversario de la desaparición de Gosden informó que, en ese momento, se habían reportado 122 posibles avistamientos en toda Gran Bretaña - con 45 en Londres y 11 en Brighton. El padre de Gosden ha declarado que hubo dos o tres avistamientos en la primera semana de la desaparición que parecían creíbles, en parte por la forma en que los testigos afirmaban que Gosden había hablado con ellos. La familia de Gosden cree que el avistamiento más verosímil es el que situó a Gosden en el Pizza Hut de Oxford Street (2,6 millas, 1 hora a pie de Kings Cross) el día que desapareció.
Hubo otros avistamientos no confirmados en Covent Garden más tarde el día que llegó a Londres, Oxford Street el lunes 17 de septiembre, y durmió en un parque en Southwark el martes 18 de septiembre. Se informó de que alguien que coincide con la descripción de Gosden se bajó de un tren local de Waterloo en la estación de Mortlake el 19 de septiembre de 2007 (cinco días después de su desaparición) y luego anduvo por Sheen Lane y por Upper Richmond Road. El 19 de septiembre, se informó de que parecía haber conseguido ropa más abrigada.
Otros posibles avistamientos comunicados más tarde fueron en un parque en Streatham, y luego más lejos en el sur de Gales, Birkenhead y Plymouth. En 2009, se informó de dos posibles avistamientos, uno fuera del Museo de Historia Natural, el otro en un pub en Southend. Ninguno de estos avistamientos pudo ser verificado. Sin embargo, según el padre de Gosden, ninguno de los avistamientos fue seguido por la policía, y la policía no contactó con la mujer que informó del avistamiento en Covent Garden hasta seis semanas después de la desaparición.

## Eventos subsecuentes
En noviembre de 2008, un hombre fue a la comisaría de policía de Leominster en Herefordshire, West Midlands, y utilizó el sistema de intercomunicación para hablar con un agente de policía, afirmando que tenía información sobre Gosden. Como era por la tarde, se utilizaba el sistema de intercomunicación en lugar de la recepción con personal. Para cuando un oficial llegó para tomar los detalles, el hombre se había ido. La policía pidió más tarde a quien pudiera haber sido que se pusiera en contacto con ella. La comisaría de policía está situada en un parque comercial y está en un lugar que habría requerido un esfuerzo especial para ir hasta ella. Posteriormente, un individuo que afirmaba ser el hombre que habló en la comisaría escribió anónimamente a la BBC después de que se presentara el caso en The One Show. Dio detalles de un posible avistamiento de Andrew en Shrewsbury en noviembre de 2008. Ni el avistamiento de Shrewsbury, ni si fue el mismo hombre en ambas ocasiones, han sido confirmados. 
En septiembre de 2009, la familia publicó imágenes de cómo podría ser Gosden a los dieciséis años, para señalar el segundo año de su desaparición. En noviembre de 2009, Kevin Gosden apeló a la comunidad gay para que ayudara a encontrar a su hijo. La familia de Gosden consideró la posibilidad de que Gosden podría haber estado dudando y en lucha con su orientación sexual. Los niños que son gais o lesbianas son mucho más propensos a huir que los que son heterosexuales. Kevin Gosden declaró: "Somos una familia muy abierta, así que nos hemos preguntado si era gay o estaba luchando con su identidad sexual y le resultaba demasiado incómodo plantearlo. Si es gay, no tenemos ningún problema con ello, es amado incondicionalmente tanto por mi esposa y yo como por su hermana".
En mayo de 2011, la familia pagó a una empresa privada para que realizara una búsqueda por sónar en el río Támesis, utilizando la misma tecnología que se emplea para localizar víctimas y objetos importantes en el mar. No se encontró ningún rastro de Gosden durante la búsqueda, aunque se logró descubrir otro cuerpo. En una entrevista en un pódcast, Kevin Gosden mencionó que no sabía quién sería el otro cuerpo, pero que esperaba que diera respuestas a la familia de la víctima. En el programa de la BBC Missing en 2011 se presentó una entrevista con Kevin Gosden y un experto en tecnología de sonar sobre la búsqueda.  
En 2017, para conmemorar el décimo aniversario de su desaparición, la organización benéfica Missing People hizo de Gosden la cara de su campaña "Find Every Child" (Encuentra a todos los niños), con Gosden en vallas publicitarias y anuncios en todo el Reino Unido 
El 12 de septiembre de 2017, se anunció que la policía estaba lanzando un nuevo llamamiento a la población. La declaración en la página de Facebook de la policía de South Yorkshire describió algunas de las líneas de investigación que habían sido utilizadas para tratar de encontrar a Gosden. Estos métodos incluían la investigación de solicitudes de recetas ópticas para gafas similares a las  que Gosden usaba, solicitudes de documentos de la Oficina de Pasaportes o de la Seguridad Social, las huellas dactilares, los registros dentales y de salud y la divulgación del ADN de Gosden. El tono de la declaración indicaba que la policía parecía creer que Gosden podía estar todavía vivo. La policía realiza controles anuales de los John Does ( personas de la calle) en los hospitales. Mick Neville cree que deberían investigarse los posibles vínculos entre el caso de Gosden y el de otro estudiante de matemáticas superdotado, Alex Sloley, de 16 años, que desapareció de Londres diez meses después de Gosden.
En junio de 2018, la familia Gosden reveló que alguien había informado de una conversación en línea con un individuo con el nombre de usuario 'Andy Roo' que afirmaba que su novio le había dejado y que necesitaba 200 libras para pagar el alquiler. Cuando alguien se ofreció a enviarle dinero, el usuario afirmó que no tenía una cuenta bancaria ya que "se habían ido de casa cuando tenían 14 años". Este vínculo fue investigado por la policía pero el individuo no fue identificado. En julio de 2018, para conmemorar el 25 cumpleaños de Gosden, la familia publicó dos fotografías actualizadas según la progresión de la edad. También se anunció que la banda Muse ayudaría a publicitar la campaña para encontrar a Gosden.
La familia de Gosden ha conservado su habitación tal y como la dejó y no han cambiado las cerraduras de la casa ya que se sabe que Gosden se llevó su llave. La cuenta bancaria de Gosden no ha sido utilizada desde que hizo la retirada de efectivo en la mañana del 14 de septiembre de 2007